# USS Portsmouth (SSN-707)
Lo USS Portsmouth (hull classification symbol SSN-707) è stato un sottomarino nucleare di classe Los Angeles, quarta nave della Marina degli Stati Uniti a prendere il nome dalla città di Portsmouth, New Hampshire.
Il contratto di costruzione venne assegnato alla General Dynamics Corporation di Groton (Connecticut), il 10 dicembre 1973 e venne completato l'8 maggio 1980. Il varo avvenne il 18 settembre 1982 sotto il patrocinio della signora Helen Poe Goodrich ed entrò in servizio il 1º ottobre 1983 con l'allora comandante Donald M. Olson al comando. La cerimonia si svolse presso il cantiere navale di Portsmouth a Kittery, nel Maine, appena ad est di Portsmouth, nel New Hampshire, la sua città omonima.

## Storia
Tre settimane dopo la messa in servizio, il Portsmouth iniziò la sua prima missione, sostenendo le operazioni di salvataggio a Grenada. Per quelle operazioni venne insignito della medaglia di spedizione delle forze armate.
Nel 1984 il Portsmouth cambiò porto di partenza, da Groton (Connecticut), si trasferì a Ballast Point a San Diego (California). Durante il viaggio transitò attraverso il Canale di Panama e fece una rapida corsa a sud per il suo primo transito attraverso l'equatore.
Nel 1985 il Portsmouth iniziò le sue prime operazioni nel Pacifico occidentale che includevano scali in Giappone, Australia e divenne la prima nave da guerra americana a propulsione nucleare a visitare le Fiji. Anni dopo fu la prima a fare un appello alla libertà a Hong Kong riunificata dai cinesi comunisti.
Il sottomarino, tra il 1995 e il 1996, venne schierato nella 5ª flotta con il Nimitz Battle Group. A fine dispiegamento venne insignito del Navy Meritorious Unit Commendation (MUC) e del COMSUBRON 11 Battle "E".
Nel 1997 il Portsmouth venne schierato con la 7ª flotta. L'equipaggio venne insignito della Navy Expeditionary Medal. Al ritorno al porto di partenza, il sottomarino venne nuovamente premiato con il COMSUBRON 11 Battle "E", giudicato il sottomarino più efficace in battaglia del suo squadrone.

### Destino finale

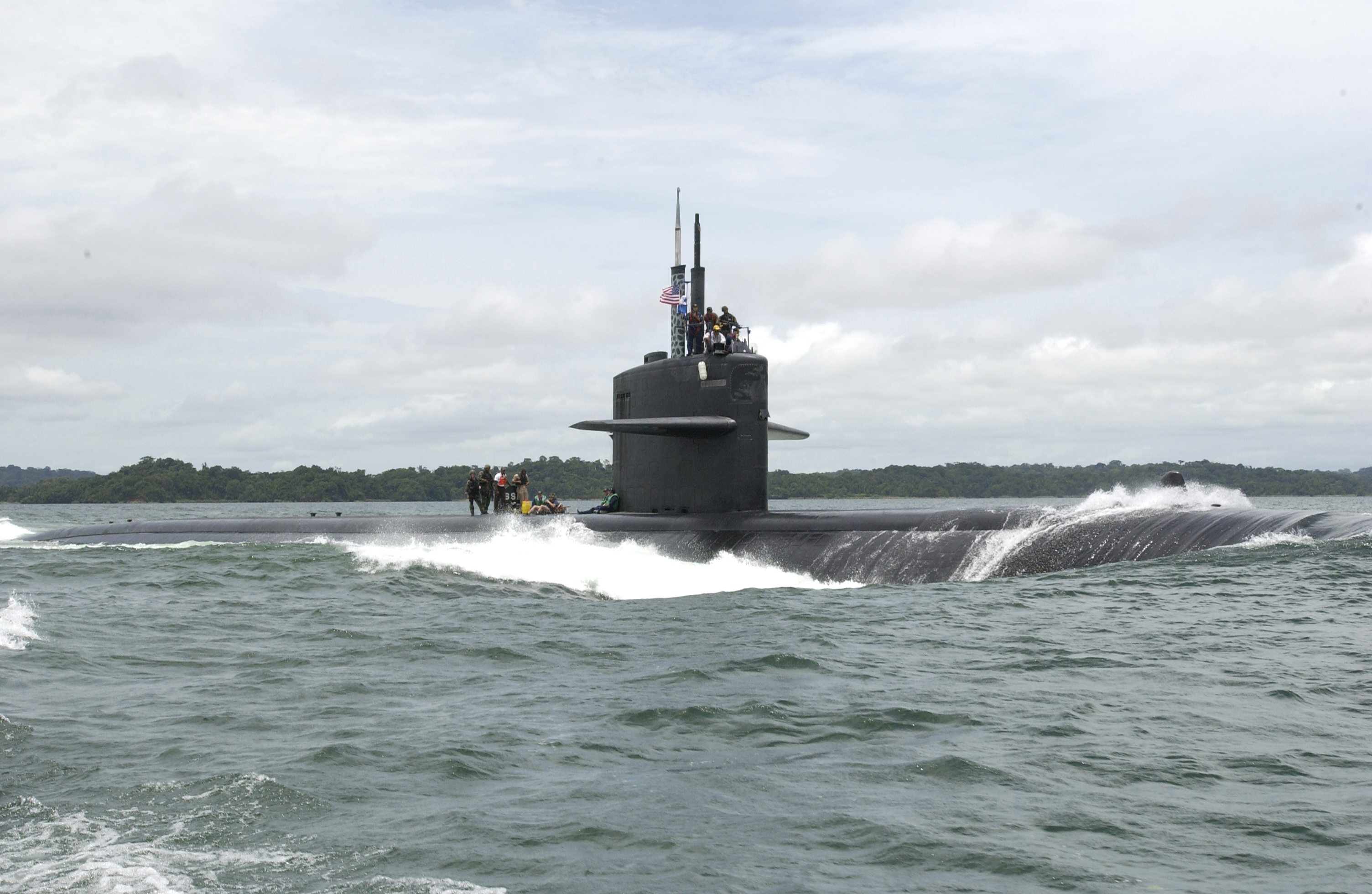
Lo USS Portsmouth (SSN 707) transita attraverso il Canale di Panama per raggiungere Norfolk, in Virginia, dove è prevista la dismissione, 21 agosto 2004

Mentre il sottomarino classe Los Angeles era solo a metà della sua vita progettuale, il nocciolo del suo reattore necessitava di rifornimento. Il ritiro dal servizio venne scelto come misura di risparmio sui costi. Al riguardo, il comandante Kevin Brenton disse:

We either had to refuel or decommission.

No commanding officer wants to give up the reins and go into the shipyard to watch their ship taken apart»

Dovevamo fare rifornimento o radiare.

Nessun ufficiale in comando vuole mollare le redini ed entrare nel cantiere navale per assistere allo smantellamento della propria nave»
(Commanding Officer, CDR Kevin Brenton)
Nel febbraio 2004 il Portsmouth tornò a San Diego dopo un dispiegamento nel Pacifico occidentale durato sei mesi, in questo periodo approdarono in Giappone, a Singapore e nelle Hawaii. Due mesi dopo, il comandante Kevin Brenton e il suo equipaggio appresero della decisione di dismettere il sottomarino. Il capo tecnico elettronico del Portsmouth, Daniel Adley, descrisse così l'ultimo dispiegamento del sottomarino classe Los Angeles:
(Master Chief Electronics Technician, Daniel Adley)
Anche dopo aver ricevuto la deludente notizia, a giugno si recarono nel Golfo dell'Alaska per proteggere la portaerei USS John C. Stennis (CVN74), durante il Northern Edge, un'esercitazione aerea annuale. Dopo il dispiegamento il sottomarino e il suo equipaggio salparono per la East Coast, in previsione per il processo di dismissione e smantellamento.
Il 10 settembre 2004 il Portsmouth venne dismesso a Norfolk, in Virginia. Il Portsmouth nel programma di riciclaggio di navi e sottomarini presso il cantiere navale di Puget Sound a Bremerton, Washington. Attualmente è in attesa di demolizione e molte delle parti della barca saranno utilizzate per la costruzione di altri sottomarini.